# Eulenschwalm

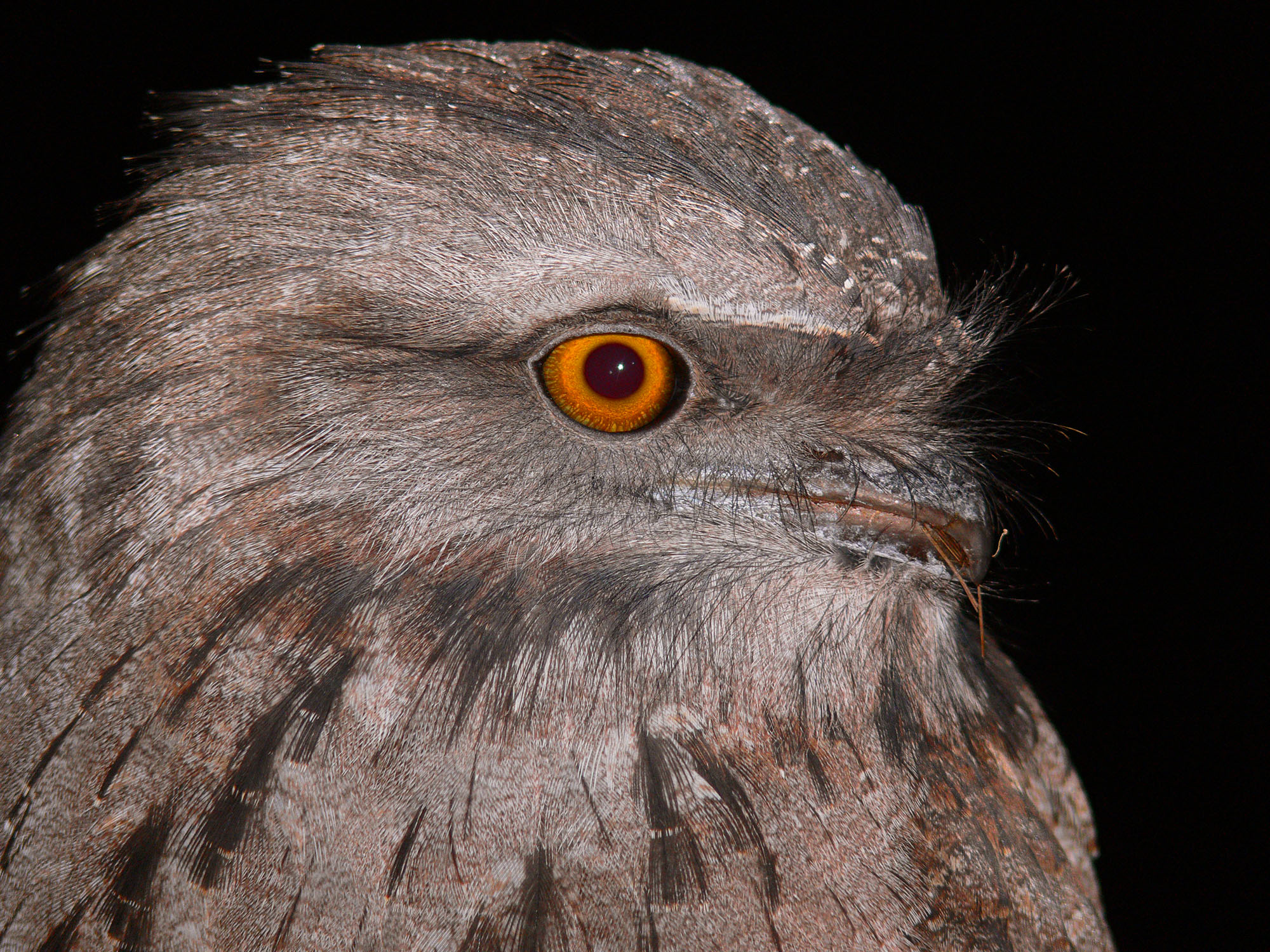
Kopf des Eulenschwalms

Der Eulenschwalm (Podargus strigoides), aufgrund seines breiten Schnabels auch als Froschmaul bezeichnet, ist ein mit einer Körperlänge von 33 bis 53 Zentimetern sehr großer Vertreter der Familie der Eulenschwalme (Podargidae). Das Gewicht der Tiere beträgt zwischen 175 und 675 Gramm.

## Beschreibung
Die Vögel haben ein graues, geschecktes Rückengefieder mit roten oder braunen Flecken. Der Bauch und die Brust sind etwas heller gefärbt. Am Schnabelansatz haben sie ein kleines Büschel aus einzelnen dünnen Federn. Der Kopf ist verhältnismäßig groß und der verknöcherte Schnabel ist sehr breit und flach. Die Flügel sind kurz und rundlich. Männchen und Weibchen einer Unterart lassen sich kaum anhand des Gefieders trennen.

### Unterarten
Bisher sind drei Unterarten bekannt:
- Podargus strigoides brachyterus Gould, 1841 kommt im westlichen und zentralen Australien vor.
- Podargus strigoides phalaenoides Gould, 1840 ist im Norden Australiens verbreitet.
- Podargus strigoides strigoides (Latham, 1801) kommt im Osten Australiens und auf Tasmanien vor.

## Verbreitung und Lebensraum
Der Eulenschwalm kommt in ganz Australien einschließlich der Insel Tasmanien vor. Diese Art bewohnt die dortigen Wälder und Graslandschaften. Daneben ist sie auch in Parks und den Gärten menschlicher Siedlungen anzutreffen.

## Lebensweise
Die standorttreuen Tiere sind nachtaktiv. Am Tage ruhen die Vögel paarweise oder in kleinen Gruppen völlig reglos auf den Zweigen hoher Bäume. Ihre Gefiederfarbe ist dabei eine gute Tarnung. Ihre Beute erspähen sie meist von einem Ansitz in den Baumkronen aus. Ihre Beute, Insekten, Schnecken, Frösche und kleine Säugetiere, schlagen sie lautlos im Vorbeiflug am Boden oder an Zweigen der Bäume. Der Ruf der Tiere ist sehr laut, er dient ihnen zur Kontaktaufnahme mit Artgenossen. Bei Gefahr verfallen die Eulenschwalme in eine Schreckstarre, bei der sie die Federn eng anlegen und den Schnabel nach oben strecken, um so mit ihrer Umgebung zu verschmelzen, damit sie nicht leicht von Feinden entdeckt werden.

## Fortpflanzung

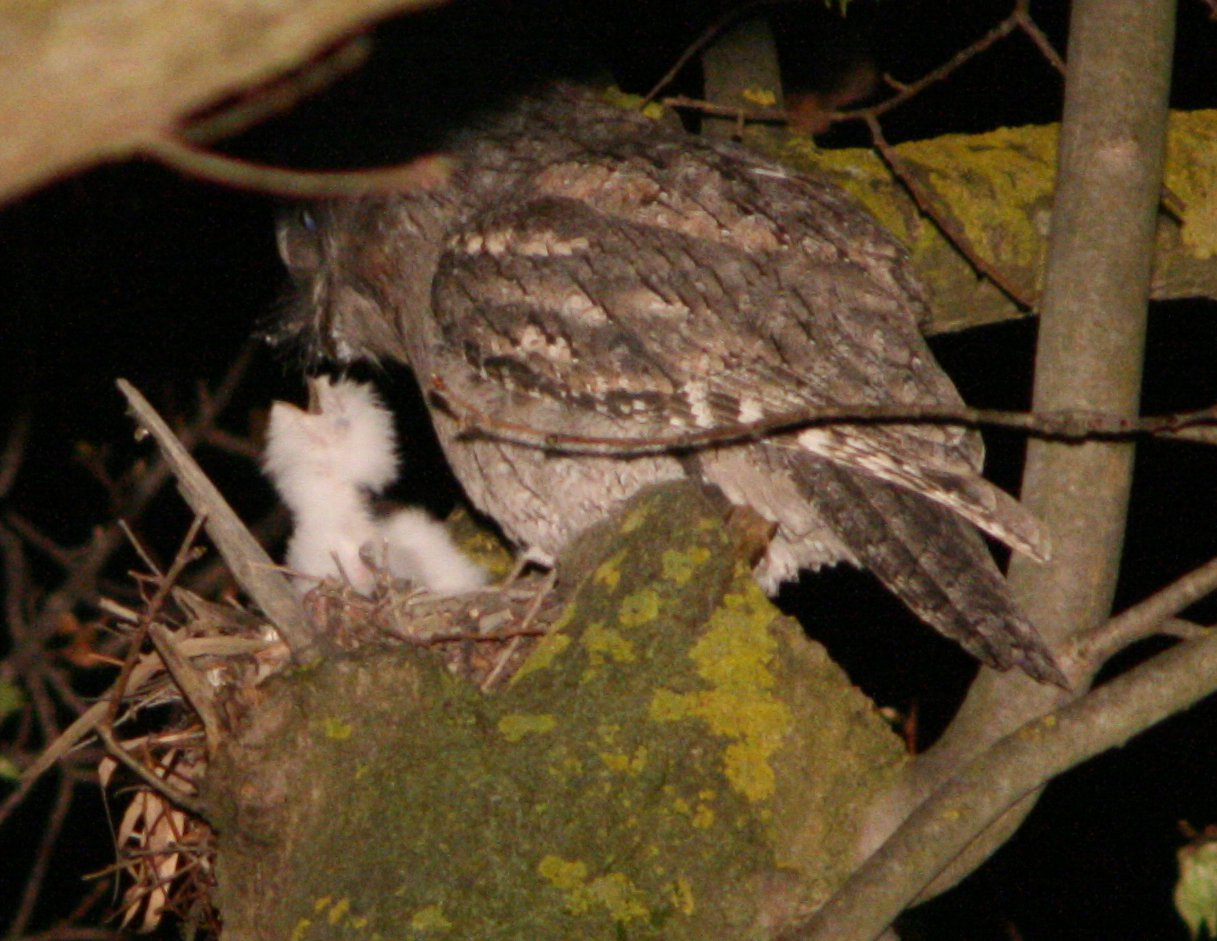
Eulenschwalm beim Füttern der Jungen im Nest

Das kleine Nest, eine flache, fast kahle Platte aus kleineren Stöcken, wird in Astgabeln von Bäumen angelegt; manchmal besetzt der Eulenschwalm auch verlassene Nester anderer Vogelarten. Das Weibchen legt 1–4 weiße, glänzende Eier, welche es dann bis zu 30 Tage lang bebrütet. Das Daunengefieder der Jungen ist zunächst weiß und wird später grau. Die Versorgung der Jungvögel übernehmen beide Altvögel. Nach etwa 30 Tagen werden die Jungen flügge.

## Gefährdung
Aufgrund ihrer weiten Verbreitung ist für diese Art keinerlei Gefährdung bekannt. Die IUCN stuft diese Art deshalb als „nicht gefährdet“ (least concern) ein.